# NGC 5929
NGC 5929 (другие обозначения — UGC 9851, KCPG 466A, MCG 7-32-6, 1ZW 112, ZWG 222.7, VV 823, NPM1G +41.0399, Arp 90, PGC 55076) — спиральная галактика в созвездии Волопас.
Галактика обладает активным ядром и относится к сейфертовским галактикам типа II
Этот объект входит в число перечисленных в оригинальной редакции «Нового общего каталога», а также включён в атлас пекулярных галактик.